# Speciella relativitetsteorin

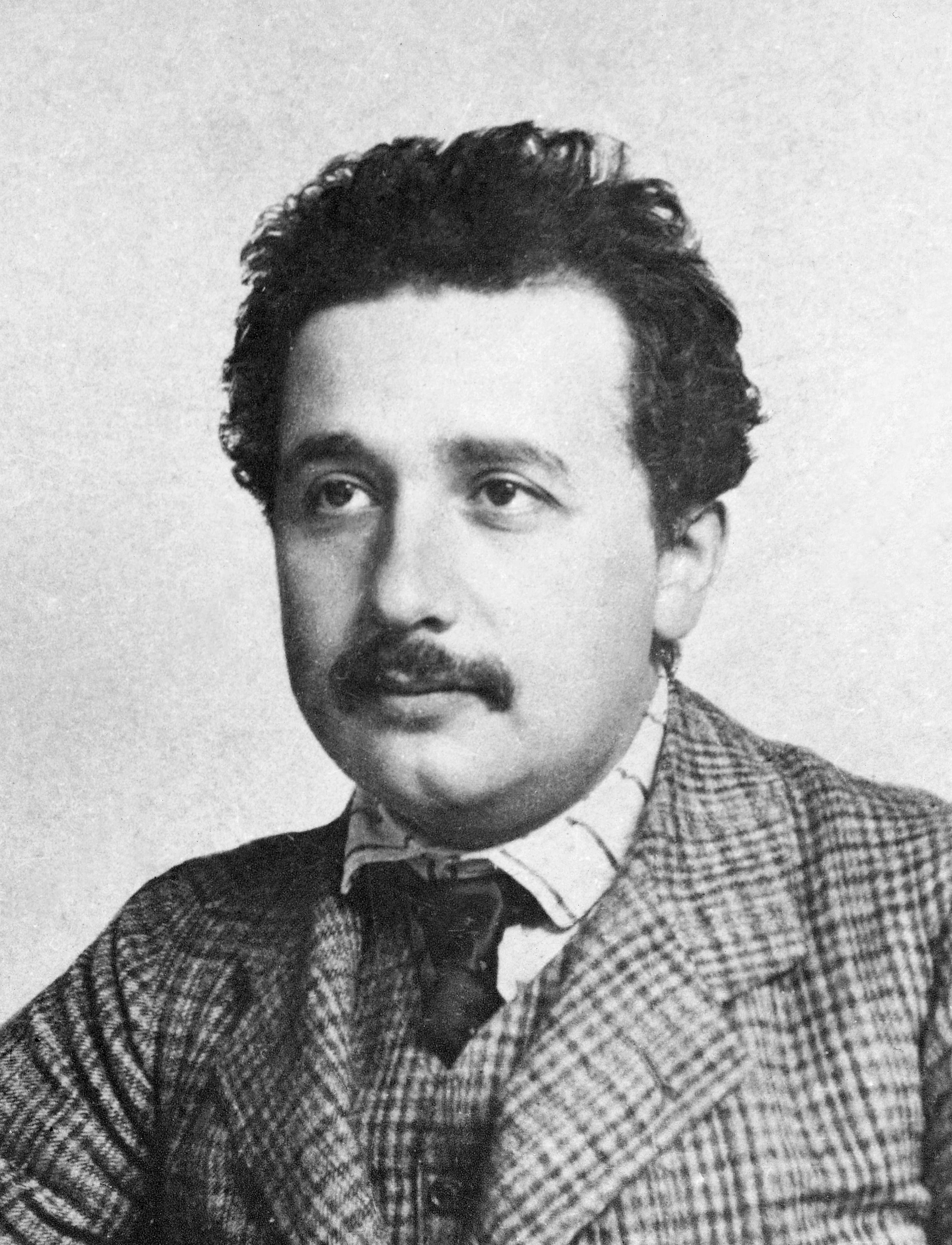
Albert Einstein omkring 1905, året för hans Annus Mirabilis publiceringar – vilka inkluderade Zur Elektrodynamik bewegter Körper.

Den speciella relativitetsteorin är en fysikalisk teori publicerad 1905 av Albert Einstein. Den beskriver rummets och tidens egenskaper när man kan bortse från tyngdkraftens – gravitationens – inverkan. En mycket omtalad ekvation som utgör en hörnsten i teorin är E = mc², där E är energi, m är massa och c² ljushastigheten i vakuum i kvadrat.
Einsteins speciella relativitetsteori kom att ersätta de föreställningar om rum och tid som finns i Newtons fysik, samtidigt som den beskrev elektromagnetismen på samma sätt som Maxwells elektromagnetiska ekvationer. Anledningen till att den kallas speciell (även kallad "särskild" i skolböcker) är inte att den är mer omfattande eller svårförståelig än den allmänna relativitetsteorin, som Einstein kom att lägga fram tio år senare, utan att den begränsar sig till att "endast" beskriva förhållanden i så kallade inertialsystem, där gravitationen kan lämnas utanför. I den allmänna relativitetsteorin som Einstein förevisade år 1915, utvidgade han teorin, så att den kom att omfatta även gravitationen.
Enligt den speciella relativitetsteorin bildar rummet (med de tre dimensionerna djup, höjd och bredd) och tiden tillsammans ett 4-dimensionellt system, den så kallade rumtiden, där mätningar av tid och avstånd beror av observatörens rörelse. Det finns inga absoluta rörelser eller tidsförlopp, utan dessa är relativa och ett föremåls hastighet kan bara anges i förhållande till andra föremål. Teorin anger också att det finns en högsta hastighet, nämligen ljusets hastighet i vakuum och att denna hastighet är konstant och lika för alla observatörer. De fysikaliska lagarna är desamma för alla observatörer. Föremål som rör sig i förhållande till observatören förkortas i rörelseriktningen (enligt observatörens mätningar i denna riktning, någon lokal kontraktion av objektet förekommer ej) och klockor i rörelse går långsammare än klockor i vila. Teorin anger också att massa är en form av energi.

## Publiceringshistoria
Första beskrivning av den ”Speciella relativitetsteori” inlämnades till den vetenskapliga tidskriften Annalen der Physik und Chemie den 30 juni 1905 och publicerades 26 september

## Bakgrund och motivering till den speciella relativitetsteorin
Redan innan den speciella relativitetsteorin formulerades, hade bland annat Hendrik Lorentz och George Francis FitzGerald observerat att elektromagnetiska krafter varierar beroende på hur de observeras. Exempelvis beror det magnetiska fältet på observatörens rörelsetillstånd. En observatör i vila i förhållande till det elektromagnetiska fältet uppfattar inget magnetiskt fält och endast en observatör i relativ rörelse kan registrera ett magnetiskt fält. FitzGerald, Lorentz och Woldemar Voigt föreslog oberoende av varandra (1892, 1895 respektive 1887) teorier innebärande att objekt som rör sig i förhållande till en stationär observatör genomgår en fysisk förkortning, så kallad längdkontraktion (Lorentzkontraktion eller Lorentz-FitzGerald-kontraktion). Lorentz inkorporerade i sin teori också idén att tiden gick långsammare, så kallad tidsdilatation, för det rörliga objektet och konstruerade formler som beskrev denna, den så kallade Lorentztransformationen utan att känna till Voigts arbeten. Han tänkte sig att universum genomsyrades av en osynlig eter och att rörelse genom detta medium påverkade kropparna. Dessa teorier tycktes lösa den konflikt som uppstått mellan elektromagnetism och klassisk Newtonsk fysik genom att Lorentz formler sammanföll med Newtons rörelselagar vid hastigheter som var små i förhållande till ljusets hastighet. Lorentz eter-teori blev dock kritiserad (även av honom själv) för sin delvis godtyckliga natur.
Även om det var Voigt som först formulerade de grundläggande sambanden, lyckades Einstein härleda Lorentz variant av dessa ur en mer grundläggande teori. Han utgick från att fysikens lagar borde vara lika – invarianta – för alla observatörer, och härledde bland annat Lorentztransformationen som en konsekvens.
Den speciella relativitetsteorin beskriver vanligtvis observatörer och kroppar som befinner sig i vila, eller rör sig med konstant hastighet, i förhållande till varandra. En vanlig missuppfattning är att teorin inte hanterar fall då rörelsen är accelererande. Den speciella relativitetsteorin kan dock på ett korrekt sätt beskriva hur accelererande kroppar beter sig i ett konstant gravitationsfält eller i roterande referenssystem. Exempel på detta är tvillingparadoxen eller när en raket accelererar till höga hastigheter. Den speciella relativitetsteorin kan däremot inte beskriva rörelser i varierande gravitationsfält.

## Den speciella relativitetsteorins status
Speciella relativitetsteorin är numera universellt accepterad av det vetenskapliga samfundet. Den är experimentellt mycket väl bekräftad och inga avvikelser från de resultat teorin förutsäger har observerats. Det har dock funnits och finns än i dag forskare som har föreslagit alternativ. En sådan alternativ teori är den dubbelt speciella relativitetsteorin, där inte bara ljusets hastighet är konstant utan även en viss (mycket liten) längd uppfattas lika av alla observatörer.

## Einsteins postulat
Albert Einsteins två postulat ligger till grund för speciell relativitetsteori.

### Ljushastighetens konstans
- Den speciella relativitetsteorin postulerar att ljusets hastighet i vakuum är konstant lika med {\displaystyle c} för alla observatörer i likformig relativ rörelse.

Även om två observatörer rör sig relativt varandra kommer båda att hålla hastigheten {\displaystyle c} relativt ljus i vakuum. Notera att ljusets hastighet i ett medium är lägre än i vakuum.

### Avsaknad av ett absolut referenssystem
- Alla system, där observatörer rör sig med konstant hastighet, inertialsystem, är likvärdiga och därför måste fysikens lagar ge samma resultat för dem alla.

Den speciella relativitetsteorin avvisar föreställningen om att det existerar ett överordnat referenssystem för mätning av tid och rum. Postulatet kan ses redan hos Galilei, och är en del av den Newtonska fysiken. Men i slutet av 1800-talet förespråkades idén att universum är fylld av osynlig substans, den så kallade etern, genom vilken elektromagnetiska vågor fortplantade sig likt ljudvågor genom luften. Etern utgjorde ett absolut referenssystem mot vilket rörelse och hastigheter kunde mätas, och samtidigt som vågrörelser i den kunde växelverka med materia, antogs den inte bjuda något motstånd mot föremål som passerar genom den. Olika tester som kulminerade med Michelson–Morleys experiment år 1887, visade att antingen stod jorden stilla, eller så måste föreställningen om etern och ett absolut referenssystem överges.

## Inertialsystem och Lorentztransformationen

### Inertialsystem
Ett inertialsystem  är koordinatsystem där Newtons första lag, tröghetslagen, gäller. Det betyder att krafter och accelerationer som eventuellt uppträder i beräkningar måste behandlas för sig. Alla inertialsystem är ekvivalenta och mekanikens lagar gäller i samtliga. Begreppet inertialsystem användes första gången av Ludwig Lange1885.

Inertialsystemet med primmade koordinater rör sig med hastighet längs den positiva -axeln. Sett från det systemet kommer det oprimmade inertialsystemet att röra sig med hastigheten längs -axeln.

Inertialsystem spelar en avgörande roll i relativitetsteorin. Termen inertialsystem som används här är ett system i rummet som inte är accelererat, från vilken en position kan mätas längs 3 rumsdimensioner. Dessutom kan ett inertialsystem mäta tiden för en händelse med hjälp av en ”klocka” som kan vara vilken som helst om den har definierad referensriktning och med enhetlig periodicitet.
En händelse är en förekomst som kan tilldelas en enda unik tid och plats i rummet relativt ett inertialsystem: det är en "punkt" i den så kallade rumtiden. Eftersom ljusets hastighet är konstant i alla inertialsystem kan ljuspulser användas för att entydigt mäta avstånd och således definiera den tid (sträcka/hastighet) som händelserna inträffade. Position och tid för en händelse fås alltså genom att man avläser den närmaste längdmarkering och klocka i inertialsystemet.
Exempelvis kan explosionen av ett fyrverkeri vara en "händelse". Vi kan fullständigt beskriva händelsen med sina fyra rumtidskoordinater: tidpunkten för förekomsten och dess tredimensionella position i rummet definierar en referenspunkt. Låt oss kalla det inertialsystemet {\displaystyle S}.
Inom relativitetsteorin vill vi ofta kunna växla mellan att beskriva positionen för en punkt i ett specifikt inertialsystem till ett annat. Eftersom det inte finns något absolut inertialsystem inom relativitetsteori är begreppet "rörelse" inte strikt, eftersom allt alltid rör sig med avseende på något annat inertialsystem. Antag att vi har ett andra inertialsystem  {\displaystyle S'}, vars rumskoordinater och klocka exakt sammanfaller med  {\displaystyle S} vid tiden noll, men som rör sig med konstant hastighet  {\displaystyle v} med relativt {\displaystyle S}:s  {\displaystyle x}-axel som i figuren till höger, systemen sägs vara i Standardkonfiguration.

### Lorentztransformationen

Lorentzfaktorn som funktion av.

Lorentztransformationen relaterar rumtidskoordinaterna i två olika inertialsystem {\displaystyle S} och {\displaystyle S'}, som rör sig i förhållande till varandra. Antag att {\displaystyle S'} rör sig med hastigheten {\displaystyle v} längs {\displaystyle x}-axeln och att en händelse äger rum vid tiden {\displaystyle t} och koordinaterna {\displaystyle (x,y,z)} i systemet {\displaystyle S} och vid {\displaystyle t'} och {\displaystyle (x',y',z')} i systemet {\displaystyle S'}. Då ges {\displaystyle t'} och {\displaystyle (x',y',z')} enligt Lorentztransformationen av
{\displaystyle t'=\gamma \cdot \left(t-{\frac {vx}{c^{2}}}\right)}
{\displaystyle x'=\gamma \cdot (x-vt)}
{\displaystyle y'=y}
{\displaystyle z'=z}
där {\displaystyle c} är ljushastigheten i vakuum och
{\displaystyle \gamma ={\frac {1}{\sqrt {1-v^{2}/c^{2}}}}}
är Lorentzfaktorn, som alltid är större än eller lika med 1. Om {\displaystyle v>c} blir Lorentzfaktorn imaginär, vilket skulle ge imaginära värden för {\displaystyle t'} och {\displaystyle x'}. Det enda rimliga är då att ingenting kan ha en hastighet högre än ljusets hastighet, {\displaystyle c}.  
Koordinaterna i {\displaystyle S} fås genom att inse att {\displaystyle S} håller hastigheten {\displaystyle -v} relativt {\displaystyle x'}-axeln i inertialsystemet {\displaystyle S'}.
{\displaystyle t=\gamma \cdot \left(t'+{\frac {vx'}{c^{2}}}\right)}
{\displaystyle x=\gamma \cdot (x'+vt')}
{\displaystyle y=y'}
{\displaystyle z=z'}
Hastighets- och accelerationssambanden mellan S och S' presenteras i Lorentztransformationens huvudartikel.

## Konsekvenser från Lorentztransformationen
Speciella relativitetsteorins postulat om konstant ljushastighet och avsaknad av absoluta referenssystem har flera konsekvenser som intuitivt kan uppfattas som bisarra. 

### Samtidighet
Två händelser som tycks ske samtidigt (men på olika platser) ur en observatörs synpunkt, kan uppfattas ske vid olika tidpunkter och i godtycklig ordning av andra observatörer som är i rörelse relativt den första observatören.

### Tidsdilatation
Tidsskillnaden mellan två händelser är inte något objektivt, utan beror på observatörers rörelse i förhållande till varandra. En observatör O mäter tiden till att gå snabbare med en faktor {\displaystyle \gamma } i sitt eget inertialsystem, jämfört med vad O mäter tiden till att gå för en observatör O' som rör sig med en hastighet {\displaystyle v} relativt O. Om O mäter ett tidsintervall i inertialsystemet där O' är stationär till att vara {\displaystyle \Delta t_{0}}, mäter O tidsintervallet i sitt eget inertialsystem till att vara
{\displaystyle \Delta t=\gamma \Delta t_{0}={\frac {\Delta t_{0}}{\sqrt {1-v^{2}/c^{2}}}}}.
Det omvända gäller också, alltså ser O' det som att dess tid går snabbare med en faktor {\displaystyle \gamma }  än vad tiden går för O. Detta har gett upphov till tvillingparadoxen, där misstaget begås att blanda ihop inertialsystem med referenssystem.

### Längdkontraktion
Ett föremåls observerade storlek beror på observatörens relativa hastighet. Om en stav med längd L rör sig med hastigheten {\displaystyle v} relativt en observatör, kommer staven att uppfattas som kortare i dess färdriktning med en faktor {\displaystyle \gamma } enligt observatören. Om staven har längden {\displaystyle L_{0}} i vila är stavens längd enligt observatören
{\displaystyle L={\frac {L_{0}}{\gamma }}=L_{0}{\sqrt {1-v^{2}/c^{2}}}}.
Observera att längdkontraktionen är symmetrisk och uppfattas på samma sätt från båda observatörernas håll. Om de båda observatörerna har varsin stav, kommer båda två att tycka att den andra observatörens stav är kortare än den egna.
Dessa fenomen uppfattas inte vid vardagliga hastigheter utan blir väsentliga först vid hastigheter av ungefär 10% av ljusets hastighet i vakuum. Ekvationerna ger till exempel att ett föremål som färdas i 90% av ljusets hastighet är endast 44% av sin längd i rörelseriktningen, jämfört med när föremålet är i vila. Tidsdilatationen har observerats experimentellt, till exempel hos myoner i kosmisk strålning som har för kort livslängd för att kunna nå jordytan om inte tidsdilatationen existerade.

## Rumtidens geometri
Den speciella relativitetsteorin använder ett 'platt' 4-dimensionellt så kallat Minkowskirum, normalt kallat rumtiden. Denna rymd är tämligen likt ett 3-dimensionellt Euklidiskt rum, vilket gör det relativt åskådligt.
Avståndsdifferentialen, {\displaystyle dr}, i ett 3-dimensionellt linjärt rum definieras som
{\displaystyle dr^{2}=dx_{1}^{2}+dx_{2}^{2}+dx_{3}^{2}}
där {\displaystyle dx_{1},dx_{2}} och {\displaystyle dx_{3}} är differentialerna i respektive dimension. Inom klassisk fysik är avståndet {\displaystyle dr} samma vid byte av inertialsystem enligt Galileitransformationen. Detta gäller dock inte inom speciell relativitetsteori där Lorentztransformationen används istället, i Minkowskirummet är istället intervallsdifferentialen {\displaystyle ds} bevarad vid Lorentztransformationen enligt
{\displaystyle ds^{2}=c^{2}dt^{2}-dx_{1}^{2}-dx_{2}^{2}-dx_{3}^{2}}.
Här läggs tiden till som en fjärde dimension, som oftast tas som den nollte dimensionen. Enligt konvention väljs att sätta minustecken framför rumskoordinaterna och plustecken framför tiden. Det omvända förekommer också, framförallt i den allmänna relativitetsteorin.
För att lättare kunna åskådliggöra rumtiden i 3 dimensioner kan man ta bort en av rumsdimensionerna, så att man har två rumsdimensioner och en tidsdimension:
{\displaystyle ds^{2}=c^{2}dt^{2}-dx_{1}^{2}-dx_{2}^{2}}.
Ett föremål som rör sig med konstant hastighet genom rymden kan beskrivas som en rät linje genom rumtiden. Andra typer av rörelser ger andra typer av kurvor. En sådan kurva brukar kallas föremålets världslinje (eng. World line).
Ljusstrålar som anländer till eller utgår från en given punkt vid en given tid kan åskådliggöras med en dubbelkon kring punktens rumtid-koordinat – en så kallad ljuskon som beskrivs av ekvationen
{\displaystyle ds^{2}=0=c^{2}dt^{2}-dx_{1}^{2}-dx_{2}^{2}}  eller {\displaystyle dx_{1}^{2}+dx_{2}^{2}=c^{2}dt^{2}}

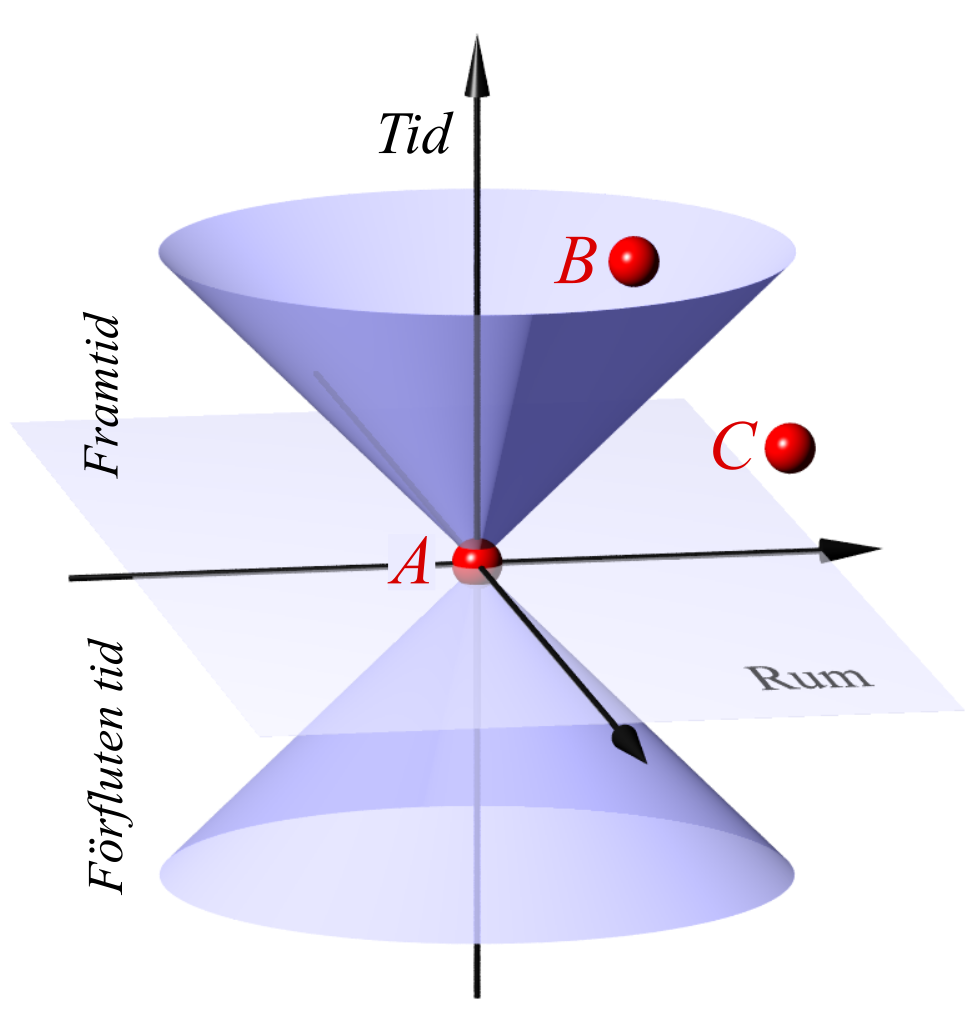
Ljuskon – (den 3-dimensionella) ytan av alla möjliga ljusstrålar som går till eller ifrån en punkt i rumtiden, här reducerat till 2 dimensioner.

Ofta brukar man anpassa enheterna så att {\displaystyle c=1} och ljuskonen bildar en 45-graders vinkel så som på bilden till höger.
Denna dubbelkon delar in rumtiden i tre områden.
1. Punkter i området innanför den övre konen, till exempel B, representerar framtiden för den ursprungliga händelsen, och punkter innanför den undre konen representerar det förflutna. Kurvor som förbinder observatören i A med punkter inom konerna kallas tidslika och representerar världslinjer för föremål som rör sig med hastigheter lägre än ljusets. Det är hypotetiskt möjligt för materia att förflytta sig från A till B. Om händelsen A inträffar före B, så gör den det i alla inertialsystem.
2. Punkter på konerna representerar nuet och utgörs av händelser som kan nås av ljus. Världslinjer på denna yta kallas ljuslika och representerar ljusstrålar eller partiklar som hela tiden rör sig med ljusets hastighet. När vi observerar stjärnhimlen är det i princip denna del av rumtiden vi ser.
3. Punkter utanför konerna, till exempel C, representerar händelser som inte är observerbara. Kurvor som förbinder observatören i A med den givna punkten C kallas rumslika och kan representera rumsdimensioner så som längd och bredd, snarare än vara världslinjer för ett föremål. Det är inte möjligt för materia eller ljus (eller information) att förflytta sig från A till C. Eftersom ingenting kan överföras från A till C, så kan det inte finnas någon orsakspåverkan mellan dem. Dessutom kan händelsen A inträffa före C i vissa inertialsystem, ske samtidigt i andra, och inträffa efter C i ytterligare andra.

## Massa, rörelsemängd och energi
För att lagen om energins bevarande ska hålla vid höga hastigheter, krävs en generalisering av formlerna för rörelseenergi och rörelsemängd som används i den klassiska fysiken. För ett föremål med massan {\displaystyle m} som rör sig med hastigheten {\displaystyle \mathbf {v} } ges totalenergin {\displaystyle E}, rörelseenergin {\displaystyle T} och rörelsemängden {\displaystyle \mathbf {p} } av
{\displaystyle E=\gamma mc^{2},}
{\displaystyle T=E-mc^{2}=(\gamma -1)mc^{2}}
respektive
{\displaystyle \mathbf {p} =\gamma m\mathbf {v} }
där Lorentzfaktorn {\displaystyle \gamma } ges av
{\displaystyle \gamma ={\frac {1}{\sqrt {1-{v^{2}/c^{2}}}}}}
där {\displaystyle v} är föremålets fart och {\displaystyle c} är ljusets hastighet. Lorentzfaktorn erhålls ur ekvationerna i Lorentz- eller Voigttransformationen.
I avsnittet Exempel på 4-vektorer och Lorentzprodukter nedan framgår att relationen mellan totalenergin och rörelsemängden ges av formeln
{\displaystyle E^{2}=(\mathbf {p} c)^{2}+(mc^{2})^{2}}.
Om {\displaystyle v} är mycket liten i förhållande till {\displaystyle c} fås genom Taylorutveckling av {\displaystyle \gamma } i formlerna för {\displaystyle T} och {\displaystyle \mathbf {p} } att
{\displaystyle T\approx {\frac {1}{2}}mv^{2}}
och
{\displaystyle \mathbf {p} \approx m\mathbf {v} }
vilket överensstämmer med de klassiska formlerna.
För ett föremål i vila ({\displaystyle v=0} och därmed {\displaystyle \gamma =1}), ger ovanstående formel för energi inte energivärdet noll, utan den reduceras till den berömda formeln
{\displaystyle E_{\mathrm {vila} }=mc^{2}}.
Det vill säga att även när ett föremål med massa är i vila så återstår ändå en viss mängd energi. Formeln visar att massa, ur relativistisk synvinkel, är proportionell mot eller ekvivalent med energi. Detta demonstreras tydligt av att stora mängder energi – om än svarande mot obetydlig massa – kan frigöras vid kärnreaktioner.
När {\displaystyle v} närmar sig {\displaystyle c}, går nämnaren i {\displaystyle \gamma }mot noll och därmed går energin mot oändligheten. Det vill säga att när ett föremåls hastighet närmar sig ljusets, går den energimängd som behövts för att accelerera det mot oändligheten, vilket gör det omöjligt för föremål med massa att nå ljusets hastighet. Endast partiklar som saknar massa, såsom fotoner, kan nå ljushastigheten. Partiklar som saknar massa kan heller inte röra sig långsammare än med ljusfart, utan de måste i alla inertialsystem röra sig med ljusets hastighet. Namnet tachyoner har använts för hypotetiska partiklar som skulle kunna röra sig fortare än ljuset, men hittills har existensen av sådana partiklar inte kunnat påvisas experimentellt och därmed motbevisa speciell relativitetsteori.

### Vilomassa och relativistisk massa
Det sägs ibland inom den speciella relativitetsteorin att ett föremåls massa ökar, när hastigheten ökar. Emellertid används då två olika definitioner av begreppet massa. I formlerna ovan står {\displaystyle m} för föremålets vilomassa, vilken förblir konstant och är lika i alla inertialsystem. Ett annat begrepp är föremålets relativistiska massa {\displaystyle M} som ges av
{\displaystyle M=\gamma m}
där {\displaystyle \gamma } är samma Lorentzfaktor som i formlerna för energi och rörelsemängd. Eftersom {\displaystyle \gamma } ökar med hastigheten, gör också den relativistiska massan det. Om hastigheten är noll är {\displaystyle \gamma =1} och den relativistiska massan lika med vilomassan.
Man kan skriva
{\displaystyle E=\gamma mc^{2}=Mc^{2},}
{\displaystyle (Mc^{2})^{2}=(\mathbf {p} c)^{2}+(mc^{2})^{2}}
och 
{\displaystyle \mathbf {p} =M\mathbf {v} }.

## Rumtid med 4-dimensionell notation

### Lorentztransformation med 4-vektorer
Den 4-dimensionella rumtiden beskrivs bäst genom att använda 4-dimensionella vektorer. Det finns två typer av 4-vektorer, kontravarianta vektorer med index uppe och kovarianta vektorer med index nere. En allmän kontravariant 4-vektor 
{\displaystyle V^{\mu }=(v^{0},v^{1},v^{2},v^{3})},
som specificeras med indexen {\displaystyle \mu =0,1,2,3}, transformerar till en annan kontravariant 4-vektor 
{\displaystyle V'^{\mu }=(v'^{0},v'^{1},v'^{2},v'^{3})},
genom Lorentztransformation. Om {\displaystyle V} tillhör ett referenssystem {\displaystyle S} och {\displaystyle V'} tillhör ett referenssystem {\displaystyle S'} där de två referenssystemen är i så kallad standardkonfiguration (figuren ovan i Inertialsystem) så kan transformationen skrivas på matrisform enligt 
{\displaystyle {\begin{bmatrix}v'^{0}\\v'^{1}\\v'^{2}\\v'^{3}\end{bmatrix}}={\begin{bmatrix}\gamma &-\gamma v/c&0&0\\-\gamma v/c&\gamma &0&0\\0&0&1&0\\0&0&0&1\\\end{bmatrix}}{\begin{bmatrix}v^{0}\\v^{1}\\v^{2}\\v^{3}\end{bmatrix}}.}
I komponentform kan en allmän Lorentztransformation skrivas mer kompakt som
{\displaystyle V'^{\mu }=\sum _{\nu =0}^{3}\Lambda _{\;\;\nu }^{\mu }V^{\nu }}
där symbolerna {\displaystyle \Lambda _{\;\;\nu }^{\mu }} utgör elementen i {\displaystyle \Lambda }, som är Lorentztransformen på matrisform. Här är {\displaystyle \nu } ett exempel på ett summationsindex. Det uppträder på två ställen på samma sida av en sådan transformationslikhet. Man kan lika väl ge det ett annat namn, till exempel {\displaystyle \sigma }. När man ser samma index uppe och nere, vet man att det ska summeras över dem. Man kan därför helt utelämna summationstecknet och skriva transformationen ännu mer kompakt som 
{\displaystyle V'^{\mu }=\Lambda _{\;\;\nu }^{\mu }V^{\nu }.}
Detta kallas Einsteins summakonvention och förenklar i hög grad alla matematiska uttryck som används i relativitetsteorin. 
Om en vektor med fyra komponenter transformerar som
{\displaystyle V'^{\mu }=\Lambda _{\;\;\nu }^{\mu }V^{\nu }}
under en Lorentztransformation, så är de en kontravariant 4-vektor. Införs den inversa Lorentztransformationen  {\displaystyle \Lambda ^{-1}}, som tillfredsställer
{\displaystyle \Lambda ^{-1}\Lambda =\Lambda \Lambda ^{-1}=I,}
där {\displaystyle I} är en 4×4 enhetsmatris, så gäller på komponentform
{\displaystyle V^{\mu }=(\Lambda ^{-1})_{\;\;\nu }^{\mu }V'^{\nu }.}
Den inversa transformationen {\displaystyle (\Lambda ^{-1})_{\;\;\nu }^{\mu }} har matriselement som tillfredsställer
{\displaystyle (\Lambda ^{-1})_{\;\;\sigma }^{\mu }\Lambda _{\;\;\nu }^{\sigma }=\delta _{\;\;\nu }^{\mu }}
där {\displaystyle \delta _{\;\;\nu }^{\mu }} är Kroneckers delta, som definierar komponenterna i en 4×4 enhetsmatris.

### Minkowski-metriken
Geometrin i rumtiden beskrivs av Minkowskimetriken (se mer på Minkowskimetriken )
{\displaystyle \eta _{\mu \nu }={\begin{cases}1,~~\mu =\nu =0\\-1,~~\mu =\nu =1,2,3\\0,~~\mu \neq \nu \end{cases}}\qquad \iff \qquad \eta ={\begin{bmatrix}1&0&0&0\\0&-1&0&0\\0&0&-1&0\\0&0&0&-1\end{bmatrix}}.}
Detta ger att intervallet kan skrivas med indexnotation enligt {\displaystyle ds^{2}=\eta _{\mu \nu }x^{\mu }x^{\nu }.} (Jämför vanlig rumtid där ett avstånd beskrivs av {\displaystyle dr^{2}=\delta _{ij}x^{i}x^{j}.}) Då {\displaystyle ds^{2}} är Lorentzinvariant så följer att även {\displaystyle \eta } är Lorentzinvariant, det vill säga {\displaystyle \eta '=\eta .} Alltså
{\displaystyle ds'^{2}=\eta _{\mu \nu }'x^{\prime \mu }x^{\prime \nu }=\eta _{\mu \nu }'\Lambda _{\sigma }^{\mu }\Lambda _{\rho }^{\nu }x^{\sigma }x^{\rho }\;{\overset {!}{=}}\;ds^{2}=\eta _{\rho \sigma }x^{\rho }x^{\sigma }.}
Eftersom detta uttryck skall gälla för alla {\displaystyle x}så följer att
{\displaystyle \implies \eta _{\mu \nu }'=\left(\Lambda ^{-1}\right)_{\mu }^{\sigma }\left(\Lambda ^{-1}\right)_{\nu }^{\rho }\eta _{\sigma \rho }.}
Uttrycket ovan visar också hur kovarianta tensorer (vilket inkluderar vektorer) transformeras. Det gäller även att {\displaystyle \eta _{\mu \nu }=\eta ^{\mu \nu }.} Av invariansen följer att index kan höjas eller sänkas enligt
{\displaystyle x_{\mu }=\eta _{\mu \nu }x^{\nu }\qquad \implies \qquad {\begin{bmatrix}x_{0}\\x_{1}\\x_{2}\\x_{3}\end{bmatrix}}={\begin{bmatrix}1&0&0&0\\0&-1&0&0\\0&0&-1&0\\0&0&0&-1\end{bmatrix}}{\begin{bmatrix}x^{0}\\x^{1}\\x^{2}\\x^{3}\end{bmatrix}}={\begin{bmatrix}x^{0}\\-x^{1}\\-x^{2}\\-x^{3}\end{bmatrix}}.}

### Lorentzprodukt
Uttrycket {\displaystyle A^{\mu }B_{\nu }=\eta _{\mu \nu }A^{\mu }B^{\nu }} är en så kallad Lorentzprodukt  där {\displaystyle A^{\mu }} och {\displaystyle B^{\mu }} är två 4-vektorer. Lorentzprodukten är en skalär som är Lorentzinvariant, det vill säga att den har samma värde i alla inertialsystem. Om {\displaystyle A^{\mu }=(a^{0},a^{1},a^{2},a^{3})} och {\displaystyle B^{\mu }=(b^{0},b^{1},b^{2},b^{3})} gäller alltså att {\displaystyle A^{\mu }B_{\nu }=a^{0}b^{0}-(a^{1}b^{1}+a^{2}b^{2}+a^{3}b^{3})}. 
Görs en Lorentztransformation på {\displaystyle A^{\mu }} till {\displaystyle A'^{\mu }}och på {\displaystyle B^{\mu }} till {\displaystyle B'^{\mu }} kommer de transformerade 4-vektorernas Lorentzprodukt {\displaystyle A'^{\mu }B'_{\nu }} att ta samma värde som innan Lorentztransformationen, alltså {\displaystyle A^{\mu }B_{\nu }=A'^{\mu }B'_{\nu }}. Detta gäller för alla 4-vektorer och alla Lorentztransformationer.
En Lorentzprodukt innehållande två identiska 4-vektorer brukar kallas för en Lorentzkvadrat enligt
{\displaystyle A^{2}=A^{\mu }A_{\nu }=\eta _{\mu \nu }A^{\mu }A^{\nu }=(a^{0})^{2}-((a^{1})^{2}+(a^{0})^{2}+(a^{3})^{2})}.
4-vektorer vars Lorentzkvadrat är {\displaystyle >0} är tidslika, {\displaystyle =0} är ljuslika och {\displaystyle <0} är rumslika, analogt med Rumtidens geometri ovan.
Ibland definieras istället {\displaystyle \eta _{\mu \nu }} som
{\displaystyle \eta _{\mu \nu }=\eta ^{\mu \nu }={\begin{bmatrix}-1&0&0&0\\0&1&0&0\\0&0&1&0\\0&0&0&1\end{bmatrix}},}
då gäller att {\displaystyle A^{\mu }B_{\nu }=-a^{0}b^{0}+a^{1}b^{1}+a^{2}b^{2}+a^{3}b^{3}}. 

### 4-gradient
4-gradienten är en deriveringsoperator som verkar på varje komponent i en 4-vektor och definieras enligt
{\displaystyle \partial _{\nu }={\frac {\partial }{\partial x_{\nu }}}=\left({\frac {1}{c}}{\frac {\partial }{\partial t}},\ -\nabla \right).}

## Dynamik med 4-dimensionell notation

### 4-lägesvektor
Den mest grundläggande 4-vektorn inom speciell relativitetsteori är  {\displaystyle x^{\mu }=(ct,x,y,z)}, som beskriver läget i rumtiden. 
Lorentzkvadraten av differentialen för 4-lägesvektorn är 
{\displaystyle dx^{2}=dx^{\mu }dx_{\nu }=\eta _{\nu \mu }dx^{\nu }dx^{\mu }=c^{2}dt^{2}-dx_{1}^{2}-dx_{2}^{2}-dx_{3}^{2}},
vilket är lika med {\displaystyle ds^{2}} där {\displaystyle ds} är intervallsdifferentialen enligt avsnittet Rumtidens geometri ovan. Alltså är intervallet bevarat vid Lorentztransformation.

### 4-hastighet
Ett annat exempel på en 4-vektor är 4-hastigheten. Den definieras som derivatan av 4-vektorn för lägeskoordinaterna {\displaystyle x^{\mu }=(ct,x,y,z)} med avseende på egentiden {\displaystyle \tau }, där egentiden är den tid som en observatör mäter för sitt eget inertialsystem. 4-hastigheten är alltså
{\displaystyle U^{\mu }={\frac {dx^{\mu }}{d\tau }}={\frac {dt}{d\tau }}{\frac {dx^{\mu }}{dt}}={\frac {dt}{d\tau }}(c,u_{x},u_{y},u_{z})=\gamma (c,u_{x},u_{y},u_{z})=\gamma (c,\mathbf {u} ),}
med Lorentzfaktorn enligt
{\displaystyle \gamma =\gamma (u)={\frac {dt}{d\tau }}={\frac {1}{\sqrt {1-u^{2}/c^{2}}}}\,,\quad u^{2}=u_{x}^{2}+u_{y}^{2}+u_{z}^{2}\,.}
Lorentzkvadraten av 4-hastigheten är identiskt lika med
{\displaystyle U^{2}=U^{\mu }U_{\nu }=\eta _{\nu \mu }U^{\nu }U^{\mu }=c^{2}}
i alla inertialsystem. Detta på grund av att {\displaystyle \mathbf {u} =(0,0,0)} i inertialsystemet där partikeln i fråga är i vila. Därför gäller det också i alla andra inertialsystem. Då {\displaystyle {\mathbf {U} }^{2}\neq 0} betyder det att man inte kan sitta still i rumtiden, detta på grund av att tiden alltid går framåt. 

### 4-rörelsemängd
4-rörelsemängden för en partikel med massa {\displaystyle m} är dess massa multiplicerat med dess 4-hastighet. Den relativistiska energin för en partikel är {\displaystyle E=\gamma mc^{2}} och dess relativistiska rörelsemängd är {\displaystyle \mathbf {p} =\gamma m\mathbf {u} }. Därför kan 4-rörelsemängden skrivas som
{\displaystyle p^{\mu }=mU^{\mu }=m{\frac {dx^{\mu }}{d\tau }}=m{\frac {dt}{d\tau }}{\frac {dx^{\mu }}{dt}}=m{\frac {dt}{d\tau }}(c,u_{x},u_{y},u_{z})=m\gamma (c,u_{x},u_{y},u_{z})=m\gamma (c,\mathbf {u} )=(E/c,p_{x},p_{y},p_{z})=(E/c,\mathbf {p} ).}
Lorentzkvadraten av 4-rörelsemängden är
{\displaystyle p^{2}=p^{\mu }p_{\nu }=\eta _{\nu \mu }p^{\nu }p^{\mu }=(E/c)^{2}-\mathbf {p} ^{2}}
i ett godtyckligt inertialsystem. I det inertialsystem där partikeln i fråga är i vila gäller det att {\displaystyle \mathbf {u} =(0,0,0)}, därför är Lorentzkvadraten av 4-rörelsemängden där 
{\displaystyle p^{2}=p^{\mu }p_{\nu }=\eta _{\nu \mu }p^{\nu }p^{\mu }=(mc)^{2}.}
Uttrycken i de två ovanstående ekvationerna måste vara lika på grund av Lorentzproduktens Lorentzinvarians. Alltså gäller att
{\displaystyle (E/c)^{2}=\mathbf {p} ^{2}+(mc)^{2}.}

### 4-acceleration
4-accelerationen definieras som egentidsderivatan av 4-hastigheten enligt
{\displaystyle A^{\mu }={\frac {dU^{\mu }}{d\tau }}={\frac {dt}{d\tau }}{\frac {dU^{\mu }}{dt}}=\gamma {\frac {d}{dt}}\left(\gamma c,\ \gamma \mathbf {u} \right)=\gamma \left({\dot {\gamma }}c,\ {\dot {\gamma }}\mathbf {u} +\gamma \mathbf {a} \right),}
där {\displaystyle {\dot {\gamma }}} är tidsderivatan av Lorentzfaktorn.
För Lorentzprodukten mellan 4-hastigheten och 4-accelerationen gäller att
{\displaystyle U^{\mu }A_{\nu }=\eta _{\nu \mu }U^{\nu }A^{\mu }=0}
i alla inertialsystem. Detta gäller eftersom {\displaystyle \mathbf {u} =(0,0,0)} och {\displaystyle {\dot {\gamma }}=0} i inertialsystemet där partikeln i fråga är i vila, vilket på grund av Lorentzproduktens Lorentzinvarians medför att det stämmer i alla inertialsystem. Alltså är 4-hastigheten och 4-accelerationen alltid ortogonala.

### 4-kraft
4-kraften definieras som egentidsderivatan av 4-rörelsemängden enligt
{\displaystyle F^{\mu }={\frac {dp^{\mu }}{d\tau }}={\frac {dt}{d\tau }}{\frac {dp^{\mu }}{dt}}={\frac {dt}{d\tau }}{\frac {d}{dt}}\left(E/c,\ \mathbf {p} \right)=\gamma \left({\frac {dE/c}{dt}},\ {\frac {d\mathbf {p} }{dt}}\right).}
Definitionen är passande eftersom den är Lorentzinvariant ( i och med att  {\displaystyle p^{\mu }} är Lorentzinvariant) samt att dess rumskomponenter (även kallat relativistiska 3-kraften) reduceras till Newtons andra lag enligt
{\displaystyle \mathbf {F} ={\frac {d\mathbf {p} }{dt}}={\frac {d}{dt}}(m\gamma \mathbf {u} )\rightarrow m\mathbf {a} }
när {\displaystyle c\rightarrow \infty }.
För en partikel med invariant massa gäller {\displaystyle {\frac {dm}{d\tau }}=0}. Det innebär att 4-kraften kan skrivas
{\displaystyle F^{\mu }={\frac {dp^{\mu }}{d\tau }}={\frac {d}{d\tau }}(mU^{\mu })=m{\frac {dU^{\mu }}{d\tau }}+{\cancel {\frac {dm}{d\tau }}}U=mA^{\mu }}.
Eftersom {\displaystyle U^{\mu }A_{\nu }=\eta _{\nu \mu }U^{\nu }A^{\mu }=0} i alla inertialsystem medför det att
{\displaystyle F^{\mu }U_{\mu }=mA^{\mu }U_{\mu }=0}
för en massbevarande kraft. Det gäller allmänt, för massor som inte behöver vara invarianta, att 
{\displaystyle F^{\mu }U_{\mu }=\gamma \left({\frac {dE/c}{dt}},\ {\frac {d\mathbf {p} }{dt}}\right)\cdot \gamma (c,\mathbf {u} )=\gamma \left({\frac {dE/c}{dt}},\ \mathbf {F} \right)\cdot \gamma (c,\mathbf {u} )=\gamma ^{2}\left({\frac {dE}{dt}}-\mathbf {F} \cdot \mathbf {u} \right)} .
Om kraften ska vara massbevarande gäller därmed 
{\displaystyle {\frac {dE}{dt}}=\mathbf {F} \cdot \mathbf {u} } .
Den slutgiltiga massbevarande 4-kraften kan således formuleras 
{\displaystyle F^{\mu }=\gamma \left({\frac {\mathbf {F} \cdot \mathbf {u} }{c}},\ \mathbf {F} \right).}

## Elektromagnetism med 4-dimensionell notation
Speciella relativitetsteorin spelar en viktig roll inom den moderna teorin om klassisk elektromagnetism och motiverar bland annat en kompakt formulering för elektromagnetismens lagar, nämligen Manifest Lorentzinvariant tensorform, vilket är ett annat namn för den fyrdimensionella notationen som använts ovan. Dessa uttryck gör det enkelt att bevisa att de klassiska elektromagnetismens lagar har samma form i alla inertialsystem och ger också ett sätt att översätta fälten och krafterna från ett system till ett annat.

### Elektromagnetiska fälttensorn
Den elektromagnetiska fälttensorn {\displaystyle F_{\alpha \beta }} är kombinationen av elektriska- och magnetiska fältet vilken bildar en kovariant antisymmetrisk tensor var element är fältens komponenter.
{\displaystyle F_{\alpha \beta }=\left({\begin{matrix}0&E_{x}/c&E_{y}/c&E_{z}/c\\-E_{x}/c&0&-B_{z}&B_{y}\\-E_{y}/c&B_{z}&0&-B_{x}\\-E_{z}/c&-B_{y}&B_{x}&0\end{matrix}}\right)\,}.
Indexen kan höjas genom att multiplicera med metriken från både höger och vänster
{\displaystyle F^{\mu \nu }\,{\stackrel {\mathrm {def} }{=}}\,\eta ^{\mu \alpha }\,F_{\alpha \beta }\,\eta ^{\beta \nu }=\left({\begin{matrix}0&-E_{x}/c&-E_{y}/c&-E_{z}/c\\E_{x}/c&0&-B_{z}&B_{y}\\E_{y}/c&B_{z}&0&-B_{x}\\E_{z}/c&-B_{y}&B_{x}&0\end{matrix}}\right)\,}
där {\displaystyle \mathbf {E} =\left(E_{x},\ E_{y},\ E_{z}\right)} är det elektriska fältet, {\displaystyle \mathbf {B} =\left(B_{x},\ B_{y},\ B_{z}\right)} magnetiska fältet och {\displaystyle c} ljushastigheten.
Lorentzkvadraten av elektromagnetiska fälttensorn är Lorentzinvariant och uppfyller
{\displaystyle F_{\alpha \beta }F^{\alpha \beta }=2\left(B^{2}-{\frac {E^{2}}{c^{2}}}\right),}
vilket är en skalär.

### 4-strömmen
4-strömmen {\displaystyle J^{\alpha }} är den kontravarianta 4-vektorn som beskriver elektrisk laddningstäthet {\displaystyle \rho } och elektrisk strömtäthet J
{\displaystyle J^{\alpha }=(c\rho ,\mathbf {J} ).}

### 4-potentialen
Den elektromagnetiska 4-potentialen {\displaystyle A^{\alpha }} är en kontravariant 4-vektor innehållande den elektriska potentialen (även kallad skalär potential)  {\displaystyle \phi } och den magnetiska vektorpotentialen {\displaystyle \mathbf {A} } som följer.
{\displaystyle A^{\alpha }=\left(\phi /c,\mathbf {A} \right).}
Det visar sig att den elektromagnetiska fälttensorn kan formuleras i termer av 4-potentialen enligt
{\displaystyle F_{\alpha \beta }=\partial _{\alpha }A_{\beta }-\partial _{\beta }A_{\alpha }.}

### Lorentzkraften

Lorentzkraften ' på en partikel med laddning i rörelse med momentan hastighet. - och -fältet kan variera i tiden och rummet.

Elektromagnetiska fält påverkar rörelsen för elektriskt laddad materia på grund av Lorentzkraften. Kraften {\displaystyle \mathbf {F} } verkar på en partikel med laddningen {\displaystyle q} med den momentana hastigheten {\displaystyle \mathbf {v} }, beroende på ett externt elektriskt fält {\displaystyle \mathbf {E} } och ett magnetiskt fält {\displaystyle \mathbf {B} }, ges av
{\displaystyle \mathbf {F} =q(\mathbf {E} \ +\ \mathbf {v} \times \mathbf {B} ).}
I manifest Lorentzinvariant tensorform beskrivs Lorentzkraften med hjälp av den elektromagnetiska fälttensorn enligt
{\displaystyle F_{\alpha }={dp_{\alpha } \over {dt}}=q\,F_{\alpha \beta }\,{\frac {dx^{\beta }}{dt}}\,}
där {\displaystyle p_{\alpha }} är 4-rörelsemängden, {\displaystyle q} laddningen, och {\displaystyle x^{\beta }} är 4-lägesvektorn.

### Kontinuitetsekvationen
Inom elektromagnetism är kontinuitetsekvationen en empirisk lag som lokalt beskriver laddningskonservering. Matematiskt följder den ut Maxwells ekvationer, dock är laddningskonservering mer fundamentalt än Maxwells ekvationer. Kontinuitetsekvationen säger att divergensen av strömtätheten {\displaystyle \mathbf {J} } (ampere per kvadratmeter) är lika med den negativa förändringen av laddningsfördelningen {\displaystyle \rho } (coulomb per kvadratmeter).
{\displaystyle \nabla \cdot \mathbf {J} =-{\partial \rho  \over \partial t}}
Ström är förflyttning av laddning. Kontinuitetsekvationen säger att om laddning förflyttas från en infinitesimal volym (det vill säga divergensen av strömtätheten är positiv) kommer mängden laddning inuti den volymen att minska, alltså är förändringen av laddningstäthet negativ. Därmed uttrycker kontinuitetsekvationen laddningskonservering.
I manifest Lorentzinvariant tensorform beskrivs kontinuitetsekvationen med hjälp av 4-strömmen {\displaystyle J^{\alpha }} enligt
{\displaystyle \partial _{\alpha }J^{\alpha }\,=\,0\,,}
vilket alltså uttrycker laddningskonservering.

### Maxwells ekvationer i vakuum
I vakuum kan Maxwells ekvationer skrivas på manifest Lorentzinvariant tensorform i två ekvationer. De två inhomogena ekvationerna, Gauss lag och Ampères lag kan uttryckas enligt följande
{\displaystyle \partial _{\alpha }F^{\alpha \beta }={\frac {1}{c}}J^{\beta }}
medan de homogena ekvationerna - Faradays induktionslag och avsaknaden av magnetiska monopoler kan uttryckas enligt
{\displaystyle \partial _{\alpha }F_{\beta \gamma }+\partial _{\beta }F_{\gamma \alpha }+\partial _{\gamma }F_{\alpha \beta }=0.}
där {\displaystyle F_{\alpha \beta }} är den elektromagnetiska fälttensorn,  {\displaystyle J^{\beta }} 4-strömmen och indexeringen följer Einsteins summakonvention. Notera att Lorentz–Heaviside-enheter används i ekvationerna.
Det går att kontrollera att dessa ekvationer stämmer överens med Maxwells ekvationer på tredimensionell form genom att sätta in olika värden på index. Genom att fixera {\displaystyle \beta =0} i den första ekvationen och låta {\displaystyle \alpha } löpa över 0,1,2,3 genereras  Gauss lag på tredimensionell form. 
{\displaystyle \partial _{\alpha }F^{\alpha 0}={\frac {1}{c}}J^{0}\implies \partial _{0}F^{00}+\partial _{1}F^{10}+\partial _{2}F^{20}+\partial _{3}F^{30}=\rho \implies 0+{\frac {\partial }{\partial x}}E_{x}/c+{\frac {\partial }{\partial y}}E_{y}/c+{\frac {\partial }{\partial z}}E_{z}/c=\rho \implies \nabla \cdot \mathbf {E} =\rho .}
Fixeras istället {\displaystyle \beta =1} i den första ekvationen och man på samma sätt låter {\displaystyle \alpha } löpa över 0,1,2,3 genereras {\displaystyle x}-komponenterna av Ampères lag.
{\displaystyle \partial _{\mu }F^{\alpha 1}={\frac {1}{c}}J^{1}\implies \partial _{0}F^{01}+\partial _{1}F^{11}+\partial _{2}F^{21}+\partial _{3}F^{31}={\frac {1}{c}}J_{x}\implies -{\frac {\partial }{\partial t}}E_{x}/c+0+{\frac {\partial }{\partial y}}B_{z}-{\frac {\partial }{\partial z}}B_{y}={\frac {1}{c}}J_{x}\implies \nabla \times \mathbf {B} -{\frac {1}{c}}{\frac {\partial \mathbf {E} }{\partial t}}={\frac {1}{c}}\mathbf {J} .}
{\displaystyle x}- och {\displaystyle y}-komponenterna fås genom att sätta  {\displaystyle \gamma =2} respektive  {\displaystyle \delta =3}.
Genom att i den andra ekvationen {\displaystyle \alpha =1,\beta =2} och {\displaystyle \gamma =3} fås avsaknaden av magnetiska monopoler enligt följande.
{\displaystyle \partial _{1}F_{23}+\partial _{2}F_{31}+\partial _{3}F_{12}=0\implies {\frac {\partial }{\partial x}}B_{x}+{\frac {\partial }{\partial y}}B_{y}+{\frac {\partial }{\partial z}}B_{z}=0\implies \nabla \cdot \mathbf {B} =0.}
Till sist kan vi i den andra ekvationen sätta {\displaystyle \alpha =0,\gamma =1} och {\displaystyle \delta =2} för att generera {\displaystyle z}-komponenterna i Faradays induktionslag enligt
{\displaystyle \partial _{0}F_{12}+\partial _{1}F_{20}+\partial _{2}F_{01}=0\implies {\frac {\partial }{\partial t}}B_{z}+{\frac {\partial }{\partial x}}E_{y}/c-{\frac {\partial }{\partial y}}E_{x}/c=0\implies \nabla \times \mathbf {E} +{\frac {\partial \mathbf {B} }{\partial t}}=\mathbf {0} .}
För att återskapa {\displaystyle x}- och {\displaystyle y}-komponenterna kan vi sätta  {\displaystyle \alpha =0,\gamma =2} och {\displaystyle \delta =3} respektive  {\displaystyle \alpha =0,\gamma =3} och {\displaystyle \delta =1}.
Vi har alltså sett att den 4-dimensionella notationen ger en betydligt med kompakt notation för att hantera elektromagnetism.

## Tester av speciella relativitetsteorins postulat
Några grundläggande tester av speciella relativitetsteorin är:
- Ives–Stilwells experiment utforskar den transversella Dopplereffekten (TDE) och blev den första direkta, kvantitativa bekräftelsen på tidsdilatation.
- Michelson–Morleys experiment – mätning av rörelse genom etern
- Kennedy–Thorndikes experiment - plus
- Mössbauers rotorexperiment och
- Moderna Ives–Stilwell experiment är andra tester som bekräftar den relativistiska Dopplereffekten.
- Hamars experiment – mätning av motstånd mot eterflödet
- Trouton-Nobles experiment – elektrostatisk påverkan orsakad av rörelse genom etern
- Kennedy-Thorndikes experiment – test av Lorentz-Fitzgerald-kontraktion

Samlingar av diverse tester på speciella relativitetsteorin finns hos Jakob Laub, Zhang, Mattingly, Will, och Roberts/Schleif.

## Enhetsanalys av E=mc² i Internationella måttenhetssystemet (SI)
I ekvationen E=mc² har vänsterledet i SI-enheten Joule (J) och högerledet har enheten kg·(m/s)², där kg, m och s är grundenheter. J definieras som newtonmeter, Nm, och N är in sin tur definierat som kg·m/s². Slår vi ihop detta får alltså att
J = Nm = kg·a·m = kg·m/s²·m = kg·m²/s²
Högerledet faktoriserar sen som kg·(m/s)² = kg·(m/s)·(m/s) = kg·m²/s², så vänster- och högerleden har samma dimensioner.
Detta kan vara ett sätt att försöka förstå hur massa och energi kan anses vara ekvivalenta. Det är dock inte ett bevis för sambandet, det visar bara att {\displaystyle mc^{2}} har samma enhet som {\displaystyle E}. Man kan jämföra med den traditionella formeln för rörelseenergi {\displaystyle E=mv^{2}/2}.

## Exempel på tillämpningar

### Satellitnavigering
De atomur som används i satellitnavigeringssystem som exempelvis GPS påverkas både av effekter från den speciella och den allmänna relativitetsteorin, och tar också hänsyn till dessa.

### Kosmisk strålning
Ett exempel på "klockor" som rör sig med hög hastighet relativt oss är de fenomen i form av sekundärstrålning som inträffar när kosmisk strålning träffar de övre skikten i jordens atmosfär. En del av sekundärstrålningens partiklar är instabila och sönderfaller med en bestämd halveringstid, det vill säga efter en viss tid är antalet kvarvarande partiklar reducerat till hälften. På grund av tidsdilatationen kommer partiklarna att tränga mycket längre ned i atmosfären än vad som motsvarar halveringstiderna mätta med jorden som referenssystem och möjliggör observationer av vissa partiklar vid jordytan vilka skulle vara praktiskt sett mycket svåra att observera om tidsdilatation ej förekom.

### Addition av hastigheter
Hastighetstransformationen som följer av Lorentztransformationen kan användas för att addera hastigheter. Vid låga hastigheter handlar det om en försumbar korrektion, men vid höga hastigheter blir skillnaden mot det klassiska fallet stor. Om partikel 1 håller hastigheten {\displaystyle c} relativt en observatör och partikel 2 håller hastigheten {\displaystyle c} relativt partikel 1, kommer partikel 2 även att hålla hastigheten {\displaystyle c} relativt observatören. 